# 五橋楼周芳
五橋楼 周芳（ごきょうろう ちかよし、生没年不詳）とは、江戸時代の浮世絵師。

## 来歴
豊原国周の門人。俗名不明、五橋楼と号す。作画期は慶応のころで、錦絵の美人画を残している。

## 作品
- 「屋形舟の芸者」　大判錦絵、縦2枚続
- 「御高祖頭巾の女」　大判錦絵、縦2枚続（掛物絵）　フェレンツ・ホップ東洋美術館所蔵　※慶応元年3月